# Aprostocetus obtusae
Aprostocetus obtusae är en stekelart som beskrevs av T.C. Narendran och David 2005. Aprostocetus obtusae ingår i släktet Aprostocetus och familjen finglanssteklar. Inga underarter finns listade i Catalogue of Life.